# Тухиня
Тухиня (словац. Tuchyňa) — село в окрузі Ілава Тренчинського краю Словаччини. Площа села 5,54 км². Станом на 31 грудня 2015 року в селі проживало 780 жителів.
Працює початкова школа.

## Історія
Перші згадки про село датуються 1243 роком.

## Населення
| Рік:            | 1994. | 2004.   | 2014. | 2024.    |
| --------------- | ----- | ------- | ----- | -------- |
| Кількість осіб: | 742   | 779     | 779   | 866      |
| Різниця:        |       | +4,98 % | +0 %  | +11,16 % |

| Рік:            | 2023. | 2024.   |
| --------------- | ----- | ------- |
| Кількість осіб: | 862   | 866     |
| Різниця:        |       | +0,46 % |